# 목포극장
목포극장은 전라남도 목포시에 위치했던 극장으로 1926년 11월 처음 개업한 극장이다. 목포극장은 당시 전국 6대 도시에 들었던 목포시의 자랑 중 하나로서 자리했으며 현재 창평동과 무안동 길 사이에 위치해 있었다. 당시 극장은 르네상스식 건물로 지어진 것으로 서울 단성사, 광주극장과 함께 조선인 자본가 소유였다.
현재 건물은 시내 빛의 거리 가운데 위치하고 있으며 이 거리 일대는 시내에서 가장 유동인구가 많은 곳 중 하나다. 그러나 시내를 찾는 인구가 계속 줄면서 극장도 어려움을 겪었고 시내 상인회까지 가세해 어려움 개정을 호소했다. 현재 원도심 활기가 지나치게 떨어진 것을 감안해 시는 목포극장 바로 옆편 건물에 바닥분수를 갖춘 로데오 광장을 만드는 한편 거리 분위기를 환하게 조성하고 있다. 목포극장 앞에는 빛의 도시에 걸맞은 루미나리에를 건설해 놓아 밝은 광경을 볼 수 있다.
리모델링 후 잠시 영업하다가 2012년 롯데시네마에서 목포극장 건물을 인수하여 2013년 2월 7일에 롯데시네마 목포센트럴점으로 오픈하였으나 1년 10개월만에 폐업하고, 2014년 12월 23일부터 메가박스 목포점으로 바뀌어 영업하였으나 2020년 1월 1일 폐업하였다.